# Kikuchi Dairoku
O Barão Kikuchi Dairoku (菊池 大麓; 17 de março de 1855 – 19 de agosto de 1917) foi um matemático, educador, e ministro da educação japonês durante o período Meiji do Império do Japão.

## Vida e carreira
Kikuchi nasceu em 17 de março de 1855 Edo (atual capital Tokyo), segundo filho de Mitsukuri Shūhei, que por sua vez era filho adotado de Mitsukuri Gempo, um professor do Xogunato. Kiruchi Dairoku mudou seu nome de Mitsukuri após suceder como herdeiro da família original de seu pai; os procedimentos legais necessários foram concluídos em 1877. Após estudar no Bansho Shirabesho ("Instituto para a Investigação de Livros Bárbaros", o instituto Xogunal de estudos ocidentais), ele foi enviado à Grã-Bretanha em 1866; com apenas 11 anos de idade, ele era o mais jovem dos japoneses no grupo enviado pelo Xogunato Tokugawa para a University College School, sob o conselho do então secretário britânico para assuntos exteriores Edward Stanley.[carece de fontes?]
Kikuchi retornou à Inglaterra em 1870 e foi o primeiro estudante japonês a graduar-se na Universidade de Cambridge (St. John's College) e o uníco a ter se graduado na Universidade de Londres durante o século XIX. A sua especialização foi em física e matemática. Em 1884, ele esteve presente na Conferência Internacional do Meridiano em Washington, D.C. e na master class do Lorde Kelvin em Baltimore.[carece de fontes?]
Após retornar ao Japão, Kikuchi viria a se tornar o presidente da Universidade Imperial de Tóquio de 1898 a 1901, Ministro da Educação do Japão de 1901 a 1903, e presidente da Universidade Imperial de Quioto de 1908 a 1912. Seu livro texto sobre geometria elementar foi o mais utilizado sobre o assunto no Japão até o fim da Segunda Guerra Mundial.[carece de fontes?]
Kikuchi tornou-se um barão sob o sistema de pariato kazoku em 1902 e foi o oitavo presidente da Corporação Escola Gakushuin. Ele tornou-se o primeiro presidente do instituto de pesquisa Riken, fundado em 20 de março de 2017, mas acabou falecendo em 17 de agosto do mesmo ano.

## Família Mitsukuri
Kikuchi era membro de uma das famílias de estudiosos mais ilustres e destacadas do Japão, a família Mitsukuri, situada no centro do sistema educacional do Japão durante o período Meiji. Seu avô havia sido um estudante de aprendizagem holandesa ("rangaku"); seu pai, Mitsukuri Shuhei, deu aulas em Bansho-shirabesho. Os filhos de Kikuchi tornaram-se cientistas famosos, e seu neto Minobe Ryōkichi tornou-se o governador de Tóquio.